# Rio Branco do Ivaí
Rio Branco do Ivaí é um município brasileiro do estado do Paraná. Localizado na Região Norte do Paraná, no território do Vale do Ivaí e na Região Metropolitana de Apucarana. Distancia-se 161 km de Londrina, 170 km Maringá e 397 km de Curitiba.

## História

### Etimologia
Rio Vem do latim "rivus", no latim vulgar "riu", designando curso d'água natural.
Branco Origina-se do germânico "blank, significando luzidio, brilhante, alvo cândido.
do Contração da preposição de (posse), com o artigo masculino 0.
Ivaí Vem do guarani e significa rio da flor ou da fruta bonita. Segundo Teodoro Sampaio, o termo derivou de "ü"ba"… frutas, flor e de "ü" (y)… rio: rio das frutas, ou "yiba"… flecha e "ü" (y)… água, rio: rios das flechas. Macedo Soares interpreta como "rios das ubás, rio das canoas, das flechas, das árvores, das frutas e das uvas".

### Origem Histórica
A ocupação do território que hoje constitui o município de vem do começo do século XX. Os primeiros a movimentarem a região foram os safristas, via Reserva e Cândido de Abreu. Depois vieram os madeireiros, que conseguiram dizimar extensas florestas de araucárias. Atualmente um programa de reflorestamento pretende tornar novamente verde a magnífica paisagem regional.
Fez história no lugar o sr. José Ruivo, desbravador das terras da antiga Leão Júnior. Um dos primeiros comerciantes foi Antônio Siknel. A área onde está assentado o sítio urbano pertencia a Ari Borba Carneiro, antigo comprador de suínos da região e bisneto de Gustave Rumbelsperger. Segundo José Ruivo "Ele fornecia o pessoal para pagar quando engordasse os suínos". Na verdade, Ari Carneiro movimentava o comércio de suínos da região.
O povoado se desenvolveu por conta da garra e determinação de seus moradores, sempre sem o auxílio das autoridades constituídas, pois sua localização geográfica não permitia grandes aspirações. O loteamento da localidade foi realizado por Leônidas Borba Carneiro, filho do pioneiro Ari Carneiro. O nome da cidade é referência ao rio Branco, que nas proximidades do sítio urbano oferece bela queda d´água, atualmente chamada de Véu de Noiva. Existem outros atrativos turísticos na região, tais como a Caverna da Serra e o Salto da Ariranha, no rio Ivaí. O termo "do Ivaí", de origem geográfica, foi acrescentado para diferenciá-lo de município homônimo.
Em 1º de Abril de 1990, foi realizada uma reunião Pró-Emancipação, presidida por Edison Rogério Borba Carneiro. O município de Rio Branco do Ivaí foi criado através da Lei Estadual n.º 11.258 de 11 de dezembro de 1995, na sede do antigo distrito de Rio Branco, com território desmembrado dos municípios de Rosário do Ivaí, Cândido de Abreu e Grandes Rios. A instalação deu-se em 1º de janeiro de 1997.

## Geografia
Possui uma área é de 382,329 km², localizando-se a uma latitude 24°19'26" sul e a uma longitude 51°18'46" oeste, e esta a uma altitude de 650 m. Sua população, conforme Censo IBGE de 2022, era de 3 808 habitantes.

## Hidrografia
Rio Ivaí, maior rio da região, com várias nascentes, sendo fortalecido pelo rio Branco, o qual desagua no Ivaí, e percorre os arredores da cidade.

## Administração
- Prefeito: Pedro Taborda Desplanches (2025/2028)
- Vice-prefeito: Edini Gomes (2025/2028)